# Chitoria ulupi
Chitoria ulupi là một loài bướm giáp sinh sống ở châu Á nhiệt đới.

## Phân loài
Loài này có 6 phân loài:
- Chitoria ulupi ulupi (Assam, Manipur, Burma)
- Chitoria ulupi dubernardi (Oberthür) (Tây Trung Hoa: Vân Nam)
- Chitoria ulupi arakii (Naritomi) (Đài Loan)
- Chitoria ulupi kalaurica Tytler, 1926 (Myanma)
- Chitoria ulupi fulva Leech, 1891 (Triều Tiên, đông Trung Hoa, Tứ Xuyên)
- Chitoria ulupi tong Yoshino, 1997 (Guanxi)